# Norrsjön (Sjösås socken, Småland)
Norrsjön är en sjö i Uppvidinge kommun i Småland och ingår i Mörrumsåns huvudavrinningsområde. Sjön är 4,5 meter djup, har en yta på 3,33 kvadratkilometer och befinner sig 198,1 meter över havet. Sjön avvattnas av vattendraget Mörrumsån (Åbyån).

## Delavrinningsområde
Norrsjön ingår i det delavrinningsområde (633389-145936) som SMHI kallar för Utloppet av Norrsjön. Medelhöjden är 225 meter över havet och ytan är 16,23 kvadratkilometer. Räknas de 9 avrinningsområdena uppströms in blir den ackumulerade arean 137,63 kvadratkilometer. Avrinningsområdets utflöde Mörrumsån (Åbyån) mynnar i havet. Avrinningsområdet består mestadels av skog (58 procent). Avrinningsområdet har 3,32 kvadratkilometer vattenytor vilket ger det en sjöprocent på 20,4 procent. Bebyggelsen i området täcker en yta av 1,52 kvadratkilometer eller 9 procent av avrinningsområdet.